# Wikinomics
 (novembre 2023).
Motif : Qu'est-ce qui est admissible : le concept ou le livre ?
Wikinomics : Wikipédia, Linux, YouTube, comment l'intelligence collaborative bouleverse l'économie (titre original : Wikinomics: How Mass Collaboration Changes Everything) est un essai écrit par Don Tapscott (en) et Anthony D. Williams (en), paru en décembre 2006 puis traduit en français et publié en 2007. Les auteurs y développent la wikinomie ou « économie de la collaboration entre groupes humains », un système économique reposant sur une collaboration massive et un usage intensif des technologies open source comme les Wiki. Ces outils technologiques sont utilisés pour permettre une fusion entre la production et la consommation. Ce concept de travail et de production collaborative via les technologies récentes de communication comme internet fut développée pour la première fois en 1996 par Don Tapscott, dans son livre Économie numérique.
Dans ces deux ouvrages, Tapscott explore comment les nouvelles technologies de l'information, appelées web 2.0, ont révolutionné l'économie traditionnelle. En utilisant ces technologies, les clients peuvent prendre part à la création de produits d'une manière active et continuelle. Les utilisateurs s'organisent pour participer à la création de produits qu’ils utilisent eux-mêmes, en formant des Communautés prosommatrices où ils partagent de l’information, échangent et développent des outils et méthodes ainsi que de nouvelles versions du produit. Plusieurs exemples de ce système de travail sont le projet Génome, Flickr, Myspace, YouTube, Second Life et Wikipédia. 
Beaucoup d'organisations ont adopté quatre principes de la wikinomique : l'ouverture, l'interaction entre pairs qui permet de réviser continuellement le travail, l'utilisation partagée et l'activité globale 
Pour les tenants de ce concept, les entreprises monolithiques et autonomes sont en voie d'extinction : les entreprises qui suivent cette nouvelle vision de l'entreprise n'ont pas à faire face aux mêmes limites ; elles centrent les tâches du personnel interne en organisant la valeur du travail au mérite et considèrent que leur département de recherche et développement est le monde dans sa globalité.

## L'application pratique de la philosophie Wikinomique
Les applications suivant ce modèle économique sont en nombre croissant, et de nouvelles théories économiques s'élaborent à partir de ce concept et explorent divers modèles d'externalisation de la recherche-développement ou de la production.
Procter & Gamble, bien qu'ayant un grand nombre d'employés, préfère obtenir 50 % de ses brevets en dehors de l'entreprise, et les revendre plus tard, par le biais de licences. En effet A.G._Lafley  et le Conseil souhaitent augmenter la valeur estimée de la propriété intellectuelle en utilisant des ressources extérieures à la société.
De nombreuses industries ont recours à un réseau de sous-traitants pour assurer une partie ou la totalité de leur production. Dans l'industrie automobile par exemple, une voiture BMW est généralement construite à 70 % par des ouvriers et des entreprises situées en dehors de la société-mère, qui se concentre sur l'électronique de puissance et de la gestion des relations avec ses partenaires et son réseau de vente.
IBLCD a mis une grande partie de ses services consultatifs en conformité avec le modèle Wikinomics. En particulier IBLCD a intégré le concept original de la Wikinomie avec l'ingénierie « Wikinomics » (Wikinomics engineering). Cette méthode permet de déterminer comment une entreprise est en mesure d'appliquer les principes de Wikinomie dans ses méthodes de production. Giuseppe Dimaggio, chef de la direction, a développé des théories Wikinomique faisant la distinction entre « externalisation ouverte » (open outsourcing) et « externalisation ouverte brute » (raw open outsourcing).
Les nouvelles théories de l'externalisation ont également influencé les pratiques de gestion des grandes entreprises. Par exemple, IBM a créé un système de réseau social au sein de son entreprise, ce qui permet à ses employés de participer activement à la conception d'un produit, et éliminer ainsi les phénomènes de blocage (blocking). L'ONU a utilisé ce modèle de structure ouverte mis en place par IBM pour créer son programme Global Compact Office (Bureau du Pacte mondial), auquel participe près de 80 pays.
Voir sur ce sujet la page innovation ouverte.

## Critiques
Bill Gates affirme que « les producteurs de savoirs ne sont plus encouragés dans un monde où les individus qui mutualisent leurs talents peuvent créer des produits gratuits qui concurrencent les offres protégées par le droit de propriété intellectuelle ». Bill Gates estime que le mouvement de licence "Creative Commons" menace potentiellement la rentabilité des secteurs fondés sur le savoir comme celui du logiciel.